# Saint-Pierre-des-Landes
Saint-Pierre-des-Landes és un municipi francès situat al departament de Mayenne i a la regió de País del Loira. L'any 2007 tenia 967 habitants.

## Demografia

### Població
El 2007 la població de fet de Saint-Pierre-des-Landes era de 967 persones. Hi havia 408 famílies de les quals 112 eren unipersonals (68 homes vivint sols i 44 dones vivint soles), 148 parelles sense fills, 144 parelles amb fills i 4 famílies monoparentals amb fills.
La població ha evolucionat segons el següent gràfic:
Habitants censats

### Habitatges
El 2007 hi havia 476 habitatges, 404 eren l'habitatge principal de la família, 36 eren segones residències i 36 estaven desocupats. 472 eren cases i 2 eren apartaments. Dels 404 habitatges principals, 300 estaven ocupats pels seus propietaris, 92 estaven llogats i ocupats pels llogaters i 12 estaven cedits a títol gratuït; 19 tenien dues cambres, 62 en tenien tres, 116 en tenien quatre i 207 en tenien cinc o més. 320 habitatges disposaven pel capbaix d'una plaça de pàrquing. A 206 habitatges hi havia un automòbil i a 160 n'hi havia dos o més.

### Piràmide de població
La piràmide de població per edats i sexe el 2009 era:
| Homes | Edats   | Dones |
| ----- | ------- | ----- |
| 0     | 95 o +  | 0     |
| 4     | 90 a 94 | 0     |
| 0     | 85 a 89 | 28    |
| 12    | 80 a 84 | 0     |
| 4     | 75 a 79 | 28    |
| 28    | 70 a 74 | 32    |
| 32    | 65 a 69 | 36    |
| 36    | 60 a 64 | 8     |
| 24    | 55 a 59 | 32    |
| 48    | 50 a 54 | 40    |
| 36    | 45 a 49 | 24    |
| 36    | 40 a 44 | 32    |
| 44    | 35 a 39 | 44    |
| 16    | 30 a 34 | 12    |
| 24    | 25 a 29 | 12    |
| 20    | 20 a 24 | 8     |
| 56    | 15 a 19 | 16    |
| 56    | 10 a 14 | 36    |
| 32    | 5 a 9   | 32    |
| 4     | 0 a 4   | 8     |

## Economia
El 2007 la població en edat de treballar era de 578 persones, 445 eren actives i 133 eren inactives. De les 445 persones actives 433 estaven ocupades (241 homes i 192 dones) i 13 estaven aturades (7 homes i 6 dones). De les 133 persones inactives 64 estaven jubilades, 45 estaven estudiant i 24 estaven classificades com a «altres inactius».

### Ingressos
El 2009 a Saint-Pierre-des-Landes hi havia 405 unitats fiscals que integraven 965,5 persones, la mediana anual d'ingressos fiscals per persona era de 14.128 €.

### Activitats econòmiques
Dels 35 establiments que hi havia el 2007, 1 era d'una empresa alimentària, 3 d'empreses de fabricació d'altres productes industrials, 8 d'empreses de construcció, 7 d'empreses de comerç i reparació d'automòbils, 3 d'empreses de transport, 3 d'empreses d'hostatgeria i restauració, 3 d'empreses financeres, 1 d'una empresa immobiliària, 2 d'empreses de serveis, 1 d'una entitat de l'administració pública i 3 d'empreses classificades com a «altres activitats de serveis».
Dels 14 establiments de servei als particulars que hi havia el 2009, 2 eren tallers de reparació d'automòbils i de material agrícola, 1 guixaire pintor, 2 fusteries, 2 lampisteries, 1 electricista, 1 empresa de construcció, 3 perruqueries, 1 veterinari i 1 restaurant.
Dels 3 establiments comercials que hi havia el 2009, 1 era una botiga de menys de 120 m², 1 una fleca i 1 una carnisseria.
L'any 2000 a Saint-Pierre-des-Landes hi havia 138 explotacions agrícoles que ocupaven un total de 3.515 hectàrees.

## Equipaments sanitaris i escolars
El 2009 hi havia una escola elemental.

## Poblacions més properes
El següent diagrama mostra les poblacions més properes.